# رشيد حسين
رشيد حسين (بالملايوية: Rashid Hussain)‏ هو رائد أعمال ماليزي، ولد في 1946.